# Capela da Ajuda (Salvador)
A Capela ou Igreja da Ajuda é uma igreja católica de Salvador, no estado da Bahia, no Brasil. Sua construção atual data do ano de 1912. Está dedicada à Nossa Senhora da Ajuda.

## História
A primeira Igreja da Ajuda foi construída em pau a pique, com coberta de palha, no ano de 1549, durante o processo de construção da cidade de Salvador pelo governador-geral Tomé de Sousa. Seus construtores foram os jesuítas, liderados por Manuel da Nóbrega, que levantaram a precária igrejinha. Situava-se no interior do recinto de Salvador, cidade que, à época, estava cercada por uma paliçada para a proteção dos colonos. Foi dedicada a Nossa Senhora da Ajuda, que era o nome de uma das naus da frota de Tomé de Sousa e a imagem pertencia a esta nau.
Além de servir os jesuítas, essa primeira igrejinha foi sede de paróquia, com Manuel Lourenço como primeiro padre. Com a criação da diocese da Bahia (1551), o bispo D. Pero Fernandes Sardinha instalou-se nas imediações e a Igreja da Ajuda serviu de Sé Catedral improvisada, o que lhe valeu a alcunha de "Sé de Palha". Mais tarde, ainda no século XVI, tanto a Sé da Bahia como os jesuítas passaram a ocupar um terreno fora dos muros da cidade, onde os bispos levantaram uma catedral definitiva e os jesuítas o seu colégio e igreja.
A primeira igreja precisou ser reconstruída em pedra e cal e a nova edificação foi inaugurada em 1579. Esta nova igreja testemunhou e participou do desenvolvimento e da história da cidade, inclusive foi invadida pelos holandeses no século XVII.
A Igreja da Ajuda fez parte do patrimônio jesuíta até a expulsão da Companhia de Jesus em 1760, quando foi abandonada. Permaneceu em desuso até 1823, quando foi cedida a uma irmandade religiosa, a Irmandade do Senhor do Bom Jesus do Passos e Vera Cruz.
Em 1912, a igreja colonial foi demolida durante uma reforma urbanística para alargamento da rua e a igreja atual foi reconstruída na zona em frente à antiga. A nova edificação foi inaugurada em julho de 1923 recebendo de volta as imagens que estavam armazenadas na Igreja de São Domingos de Gusmão.
A Capela da Ajuda, com seu recheio, foi tombada pelo Instituto do Patrimônio Histórico e Artístico Nacional em 1938.

## Arquitetura

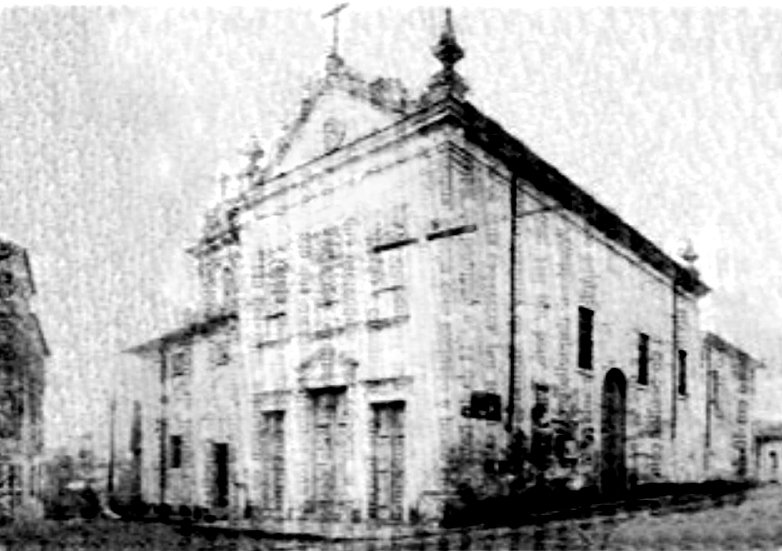
A Igreja de 1579, em foto do jornal A Tarde de 1912.

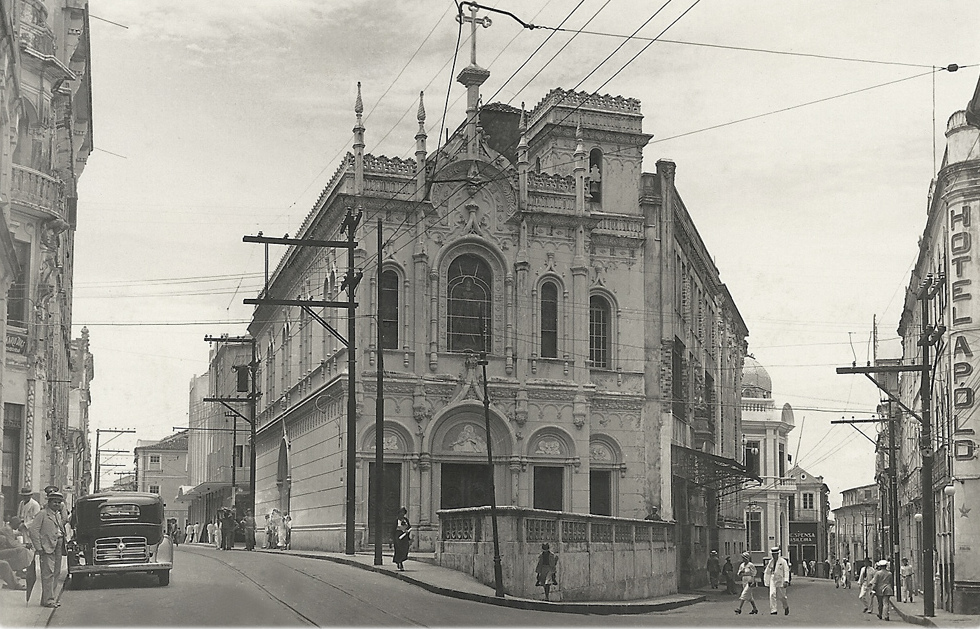
Capela da Ajuda, c. 1940

O primeiro templo de pau a pique e palha, muito precário, logo teve de ser reconstruído em pedra e cal. O novo edifício foi inaugurado em 1579, data encontrada em uma lápide comemorativa com a inscrição "J.H.S. 1579", durante uma reforma em 1877.
A tipologia da fachada seguia o padrão das construções religiosas dos séculos XVI e XVII na colônia, com um frontão triangular com óculo, cunhais de cantaria encimados por pináculos nos cantos e três portais na entrada. Em 1843 recebeu painéis pintados por José Rodrigues Nunes. A igreja possuía um forro no teto com a efígie da Virgem Maria rodeada por estrelas e suas paredes internas eram revestidas de azulejos.
Em 1912, com a demolição da igreja colonial, a igreja atual foi reconstruída seguindo o projeto assinado pelo arquiteto italiano Júlio Conti e inaugurada em 1932. O estilo elegido para o novo edifício foi o neogótico-neomanuelino, inspirado no estilo decorativo vigente em Portugal na Era dos Descobrimentos. Na parte superior da igreja, está um vitral francês com a imagem de Nossa Senhora da Misericórdia.
No largo em frente à Igreja foi colocado, um 1923, um busto do padre Manuel da Nóbrega, o mais destacado jesuíta da época da construção do templo. O busto foi produzido pelo escultor Pasquale de Chirico, encontrava-se no Terreiro de Jesus e foi transferido para o local.
Apesar da total reconstrução, no interior da igreja foram recolocados os antigos altares coloniais e um púlpito de madeira do século XVII, do qual o padre António Vieira proferiu vários sermões. As paredes e forros estão também decorados com pinturas recentes, executadas pelo professor Oreste Sercille com o auxílio do seu filho Bruno.

## Acervo
Dentro da igreja encontram-se várias imagens como Deus Menino, Santa Luzia, N.S do Monte Carmelo, Santo Antônio, São Gonçalo, N.S. da Boa Nova, Senhor Bom Jesus dos Milagres, N.S. da Ajuda, Santa Apolônia, Senhor da Salvação, esquife do Senhor Morto e Senhor Bom Jesus dos Passos (uma imagem de Cristo sofrido com impressionante expressividade facial) e Vera Cruz. A esquife do Senhor Morto é de origem portuguesa e feita em carvalho.
A igreja preserva também uma via sacra em placas de madeira embutidas com fundo de ouro, provavelmente do início do século XVI e de origem flamenga, altares do século XVII e XVIII, um sino trazido por D. Pero Fernandes Sardinha, primeiro bispo do Brasil, além do púlpito em que o padre Antônio Vieira fazia seus sermões.